# Lidymo
Lidymo (biał. Лідымо, Lidymo; ros. Лидымо) – wieś na Białorusi, w obwodzie brzeskim, w rejonie brzeskim, w sielsowiecie Telmy, przy linii kolejowej Baranowicze – Brześć (E 20).
W źródłach wieś pojawia się także pod nazwami Lidymy i Lidyno.

## Historia
W dwudziestoleciu międzywojennym leżało w Polsce, w województwie poleskim, do 12 kwietnia 1928 w powiecie kobryńskim, w gminie Zbirohi, następnie w powiecie brzeskim, w gminie Kosicze.
Po II wojnie światowej w granicach Związku Sowieckiego. Od 1991 w niepodległej Białorusi.